# Ewa Trojanowska
Ewa Teresa Trojanowska z domu Korbacz (ur. 24 grudnia 1936 w Stolcu) – polska ekonomistka, działaczka społeczna, posłanka na Sejm PRL IV kadencji w latach 1965–1969.

## Życiorys
Córka Michała i Heleny. Z zawodu ekonomistka. Ukończyła studia na Wydziale Towaroznawstwa Wyższej Szkoły Ekonomicznej w Łodzi. Starsza planistka w Tomaszowskich Zakładach Włókien Sztucznych. Członkini prezydium Zarządu Zakładowego Związku Młodzieży Socjalistycznej oraz Zarządu Ligi Kobiet i Zarządu Oddziału Stowarzyszenia Inżynierów i Techników. W 1965 jako bezpartyjna została wybrana do Sejmu z okręgu wyborczego Tomaszów Mazowiecki. W czasie kadencji (trwającej do 1969) zasiadała w Komisji Planu Gospodarczego, Budżetu i Finansów. W 1966 wstąpiła do Polskiej Zjednoczonej Partii Robotniczej. W latach 1971–1975 była sekretarzem Komitetu Miejskiego partii w Tomaszowie Mazowieckim, skąd przeszła na funkcję sekretarza Komitetu Wojewódzkiego w Piotrkowie Trybunalskim, pełniąc ją do 1981. Od 1985 do 1987 była starszym instruktorem w Komitecie Zakładowym PZPR w tamtejszym Urzędzie Wojewódzkim, a następnie w 1987 zastępcą kierownika Rejonowego Ośrodka Pracy Partyjnej KM w Tomaszowie Mazowieckim.
Odznaczona Brązowym Odznaczeniem im. Janka Krasickiego.